# Gêgènes

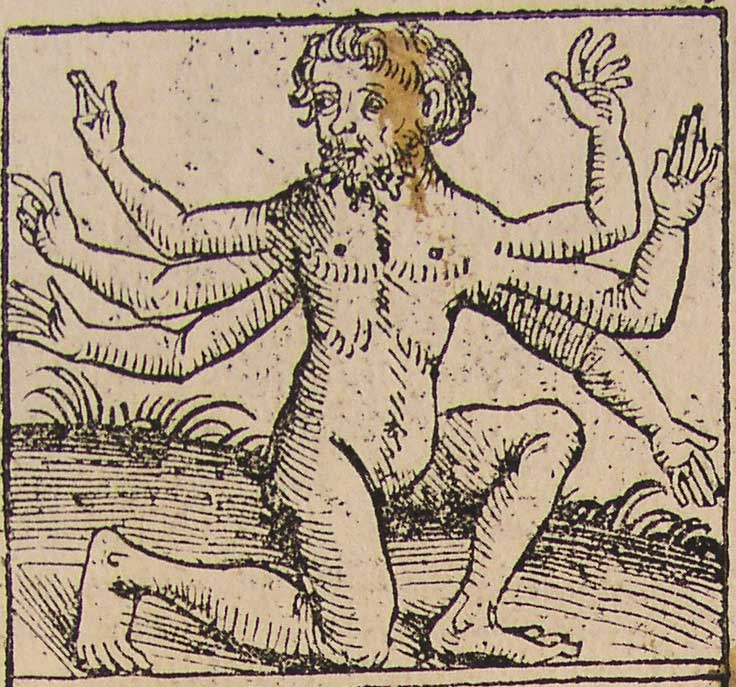
Une créature anthropomorphe à six bras semblable aux Gêgènes, illustration de la Chronique de Nuremberg (1493).

Dans la mythologie grecque, les Gêgènes ou Gégénéis (en grec ancien Γηγενεῖς / Gêgeneîs) sont des géants à six bras affrontés par les Argonautes.

## Étymologie
Le nom grec ancien Γηγενεῖς / Gêgeneîs est un dérivé de l'adjectif γηγενής / gêgenếs, signifiant « né de la Terre ». C'est une épithète ou un nom utilisé pour différents géants de la mythologie grecque : les premiers géants issus de Gaïa, les Aloades, ou encore Orion ; c'est également un synonyme d'« autochtone ».

## Mythe
Les Gêgènes apparaissent dans les Argonautiques d'Apollonios de Rhodes,. Dans cette œuvre, ils forment un peuple de géants à six bras, habitant l'île phrygienne du Mont aux Ours : ils sont voisins de Dolions de Cyzique, protégés des attaques des Gêgènes par Poséidon. Lorsque les Argonautes font escale chez les Dolions, les Gêgènes, poussés par Héra, attaquent une partie de l'équipage restée au port en lançant des rochers : mené par Héraclès, ce groupe, bientôt rejoint du reste des Argonautes, repousse et tue les géants.
Cette gigantomachie rappelle le combat entre Ulysse et les Lestrygons ; elle constitue sans doute, chez l'auteur antérieur Hérodore d'Héraclée, un des travaux d'Héraclès.
D'après une scholie aux Argonautiques, Déiochos de Proconnèse (el), une des sources d'Apollonios de Rhodes, les nomme Ἐγχειρογάστορες / Encheirogástores.

### Sources antiques
1. ↑  Apollonios de Rhodes, Argonautiques [détail des éditions] [lire en ligne], I, 941-1011.